# The Hollywood Tapes
The Hollywood Tapes är ett studioalbum av den svenska popartisten Harpo, utgivet 1977 på EMI.
Albumet producerades och arrangerades av Bengt Palmers. Det spelades in i EMI:s studio i Stockholm och i Sound Labs och Cherokee Studios i Hollywood, Los Angeles. Låten "Angel" är inspirerad av Frederick Forsyths roman Piloten.
Från skivan utgavs singlarna Television, "San Franciscan Nights" och D.J.

## Låtlista
Där inte annat anges är låtarna skrivna av Harpo.
Sida A
1. "Television" – 3:29
2. "The Ballad of Los Angeles" – 4:52
3. "D.J." – 3:46
4. "San Franciscan Nights" – 3:29 ( Barry Jenkins, Daniel McCulloch, Eric Burdon, John Weider, Victor Briggs)
5. "L.A. (Los Angeles)" – 3:34

Sida B
1. "Love Fever" – 3:12
2. "Suzy, I Turn to Suzy" – 5:17
3. "Angel" – 3:39
4. "Peace" – 3:15
5. "I Belive" – 3:47

## Medverkande
Musiker
- Ben Benay – elgitarr (tracks: A1, A3, A5, B2, B3)
- Scott Edwards – bas (A2, A4, B1, B5)
- Vanetta Fields – bakgrundssång
- Ed Greene – trummor
- Jim Horn – sopransaxofon (A2, A4)
- David Hungate – bas (A1, A3, A5, B2, B3)
- Jan Kling – altsaxofon (B2)
- Mike Melvoin – keyboards
- Dean Parks – elgitarr (A2, A4, B1, B5), akustisk gitarr (A2, A4, B1, B5)
- Lee Ritenour – elgitarr
- Julia Tillman – bakgrundssång
- Maxine Willard – bakgrundssång

Övriga
- Tony D'Amico – assisterande tekniker
- John "Aruba" Arrias – inspelningstekniker
- John Bruno – assisterande tekniker
- Björn Norén – assisterande tekniker, mastering
- Bengt Palmers – producent, arrangemang (krediterad som Ben G. T. Palmers)

## Listplaceringar
| Lista (1978) | Topplacering |
| ------------ | ------------ |
| Sverige      | 19           |